# 波拉美醫院站
波拉美醫院站（：／ Poramaegongwon yeok */?）是首爾輕電鐵新林線沿線的一座輕軌車站，位於韓國首爾特別市銅雀區新大方洞，韓語副站名為「專門建設會館」（전문건설회관）。

## 車站結構
站體為2面2線側式月台的地下車站，候車月台設有月台幕門，並有2處出口。

### 月台配置
| 波拉美公園 ↑ |
| \| 上        |
| ↓ 堂谷       |

| 月台 | 路線              | 目的地           |
| ---- | ----------------- | ---------------- |
| 上行 | ●首爾輕電鐵新林線 | 大方、賽江方向   |
| 下行 | ●首爾輕電鐵新林線 | 新林、冠岳山方向 |

## 歷史
- 2022年5月28日：開通啟用。

## 車站周邊
- 首爾市波拉美醫院（朝鲜语：서울특별시 보라매병원）
- 波拉美公園（朝鲜语：보라매공원）東側
- 銅雀區民會館
- 銅雀區設施管理公團
- KTH公司（朝鲜语：케이티하이텔）
- SK电讯波拉美營業所
- 大韓專門建設協會（朝鲜语：대한전문건설협회）
- 新大方站

## 圖片

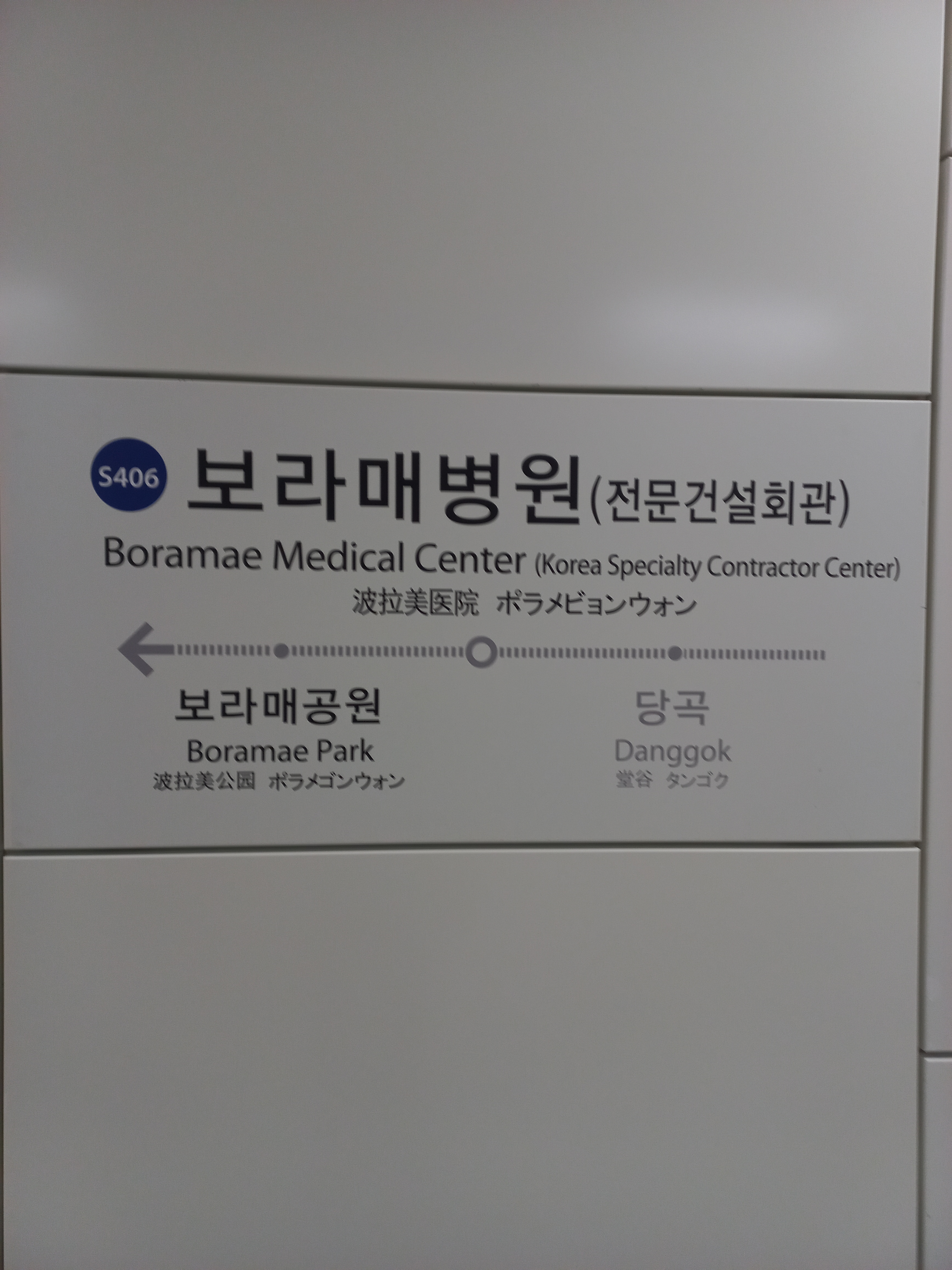
站名牌
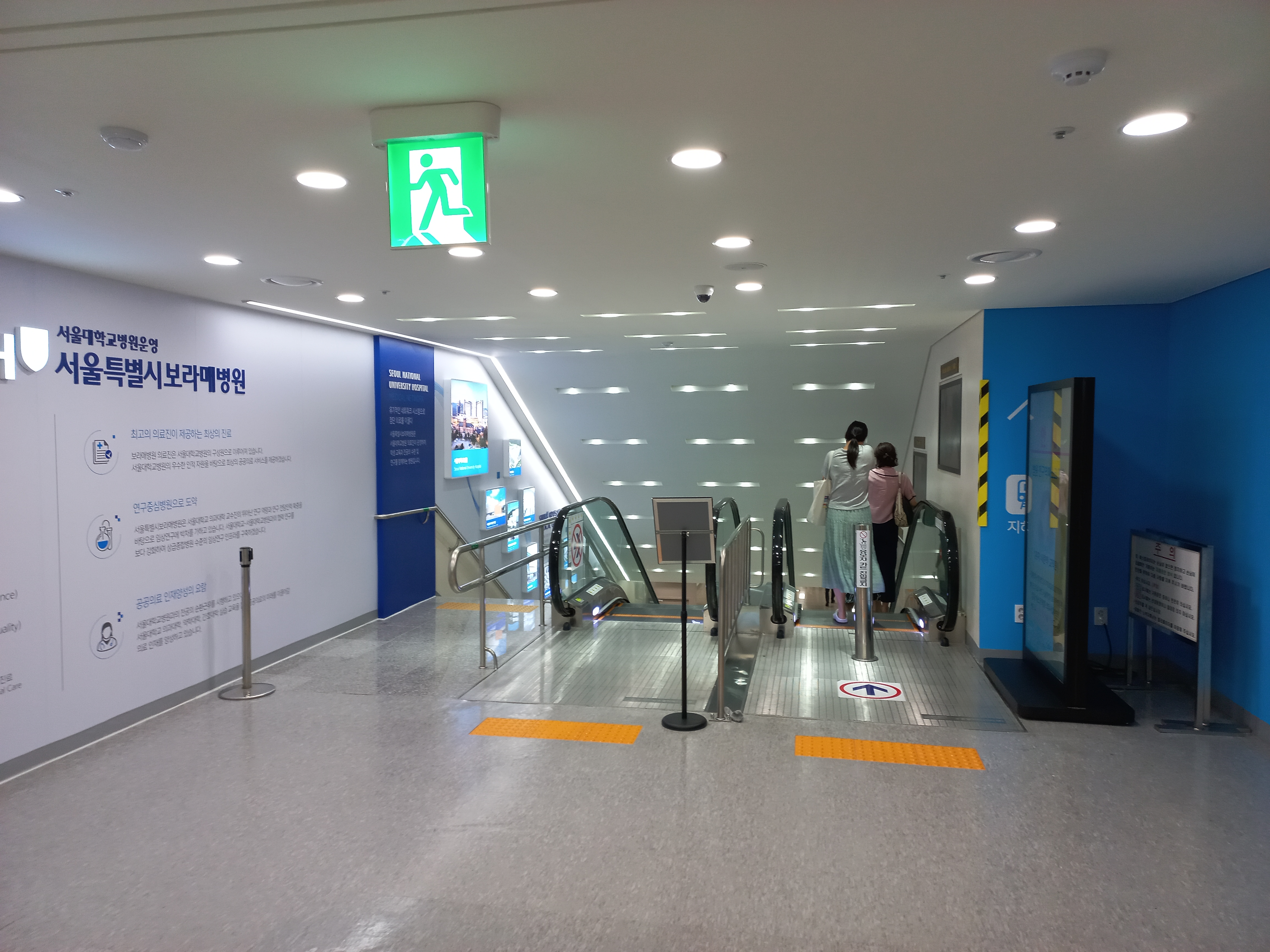
電扶梯
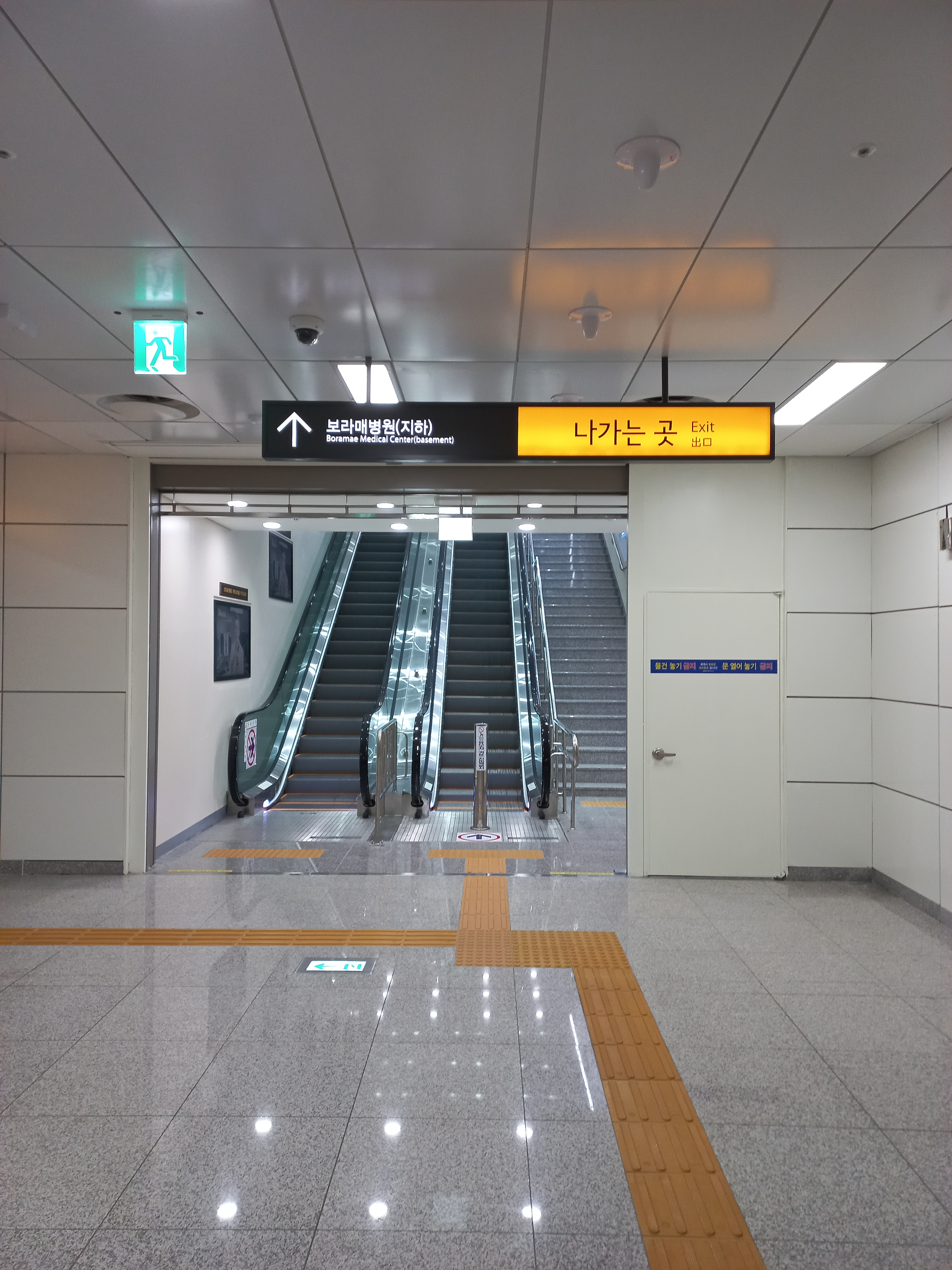
電扶梯
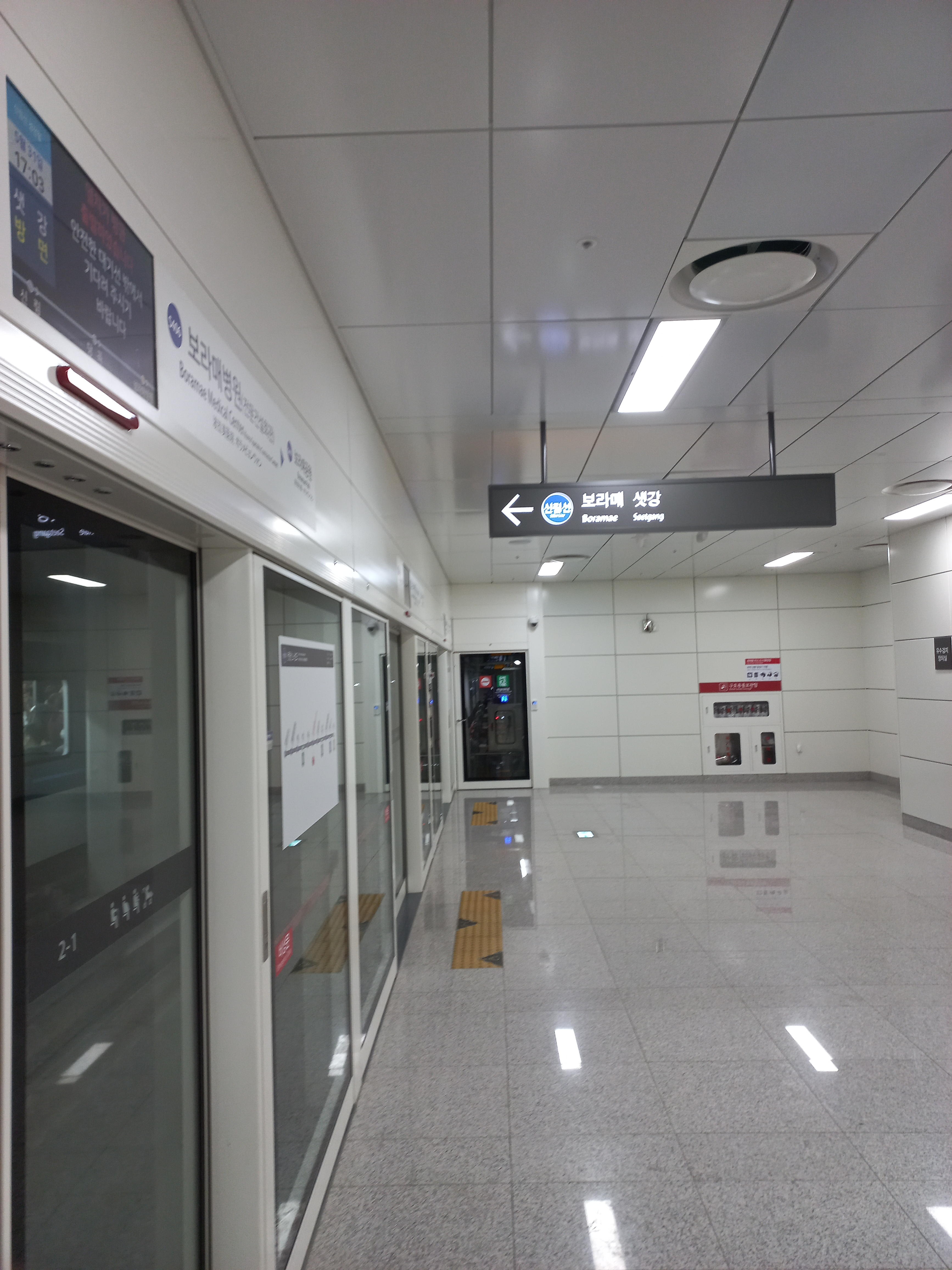
候車月台
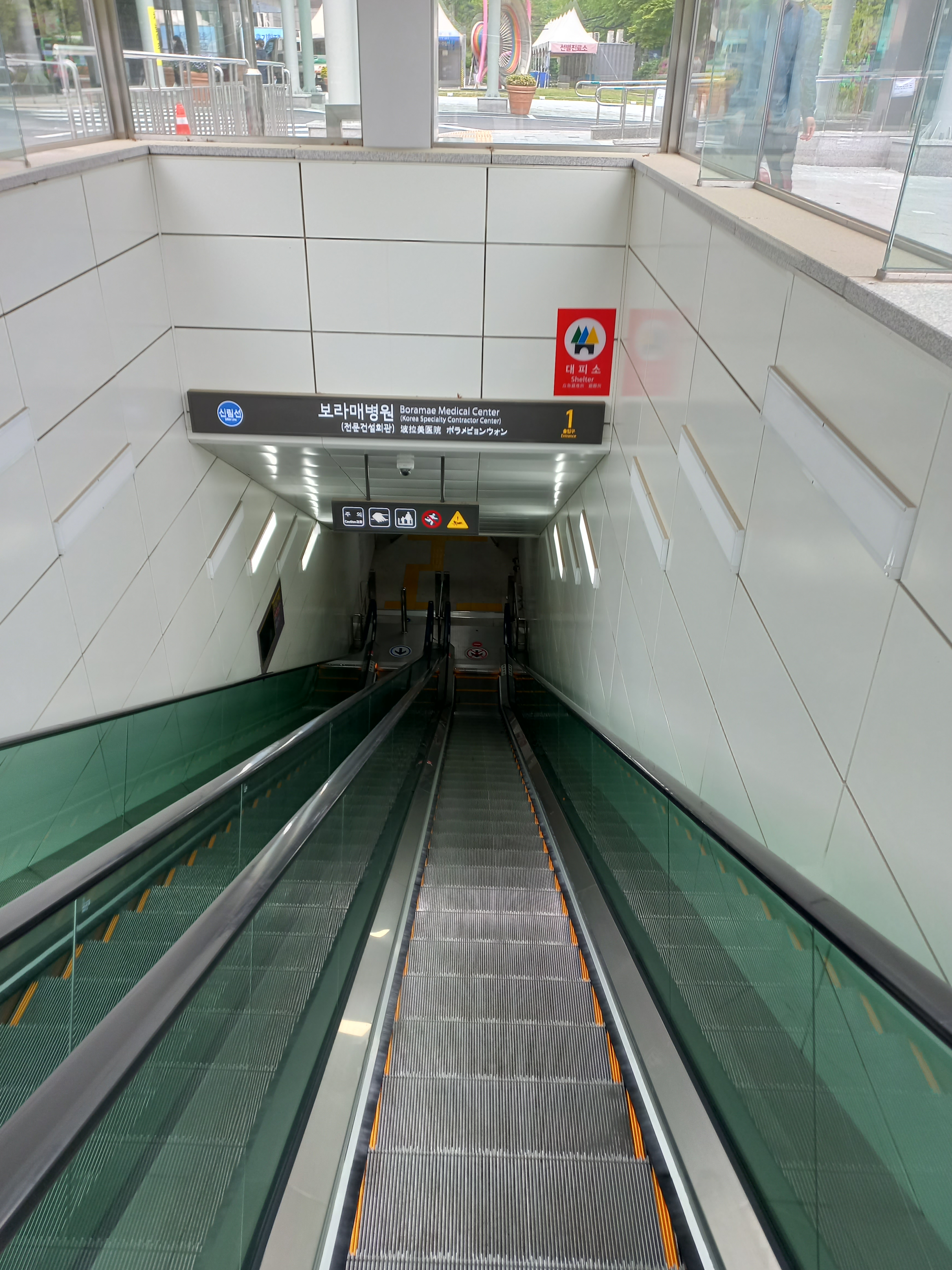
1號出口

## 相鄰車站
南首爾輕電鐵
●首爾輕電鐵新林線
波拉美公園（S405） －波拉美醫院（S406）－堂谷（S407）